# Coahuiltecan
I Coahuiltecan, noti anche come Pakawa, sono stati un popolo nativo americano vivente nel sud del Texas, presso il Rio Grande. Dopo l'arrivo degli europei, molti Coahuiltecan si ammalarono e si crede che il 90% sia morto a causa delle epidemie importate dai coloni.